# Trześnik
Trześnik (niem. Kirschberg) – góra (756 m n.p.m.) w południowo-zachodniej Polsce, w Sudetach Środkowych, w Górach Sowich.

## Położenie
Góra położona jest w południowo-wschodniej części Gór Sowich, na wschód od głównego grzbietu Gór Sowich, około 2,8 km na północny zachód od centrum Srebrnej Góry.

## Charakterystyka
Góra o wydłużonym kopulastym kształcie z bardzo słabo zaznaczonym wierzchołkiem, w opadającym ramieniu odchodzącym od Malinowej w stronę Rozstaja. Południowe i północne zbocze góry stromo opadają w kierunku dolin, zbocze wschodnie łagodnie opada w kierunku Przełęczy Kamień Trzech Granic, a zbocze południowe ze względu na słabo wyniesiony wierzchołek góry jest krótkie i prawie poziome. Góra ze względu na mało wyniesiony wierzchołek jest w terenie trudno rozpoznawalna.
Góra zbudowana z prekambryjskich paragnejsów i migmatytów.
Wierzchołek i zbocza porasta las świerkowo-bukowy regla dolnego. Przez szczyt prowadzi wewnętrzna droga leśna, która przechodzi przez szczyt Rozstaj.
Góra położona jest w granicach Obszaru Chronionego Krajobrazu Gór Sowich i Bardzkich.

## Inne
- Grzbiet, z którego wyrasta góra wydzielony jest od południa doliną Chyżego Potoku, a od północy doliną źródliskowego cieku Piekielnicy.
- Przy drodze na skrzyżowaniu między szczytami Trześnik i Rozstaj stoi Kamień Trzech Granic.